# Barenton-Cel

Barenton-Cel este o comună în departamentul Aisne din nordul Franței. În 1 ianuarie 2022 avea o populație de 108 de locuitori.